# Anne Vantal
Anne Vantal (née en 1956) est une autrice, journaliste, critique littéraire et écrivaine notamment en littérature jeunesse.

## Biographie

### Enfance et formation
Anne Vantal nait à Paris en 1956. Elle obtient un baccalauréat classique latin-grec. Elle suit ensuite des études universitaires en lettres modernes, chinois et anglais. 

### Carrière
Anne Vantal enseigne d'abord l'anglais et le français langue étrangère hors de France pendant deux ans.
De retour en France, elle s'exerce en tant que critique littéraire, au sein du magazine Lire. Elle devient ensuite journaliste au sein de la presse culturelle et scientifique. Parallèlement, dans le domaine de l'édition, elle est lexicographe, notamment pour un dictionnaire de l'Oxford University Press, et lectrice de manuscrits.
En tant qu'autrice, elle écrit d'abord au sein de collectifs, puis sous son nom propre. Elle écrit depuis 2003 à la fois pour un public enfant et adolescent,,. Elle rédige des romans mais également deux pièces de théâtre, dont une pour le jeune public. Elle va également régulièrement à la rencontre de ses lecteurs,. 

#### Dernières publications
En 2020 sort aux éditions Actes Sud Junior le roman pour adolescents Esperluette. Il raconte l'histoire de deux amis depuis l'enfance dont l'un finit par entraîner l'autre dans des actes de délinquance. 
En 2024, elle publie son premier roman pour adultes, Pondichéry ou le rivage des ombres. Le livre raconte l'histoire de trois femmes amenées à quitter la France pour l’Inde coloniale française, à Pondichéry, à des époques différentes,. 
En 2025 sort le roman jeunesse La vérité sur Judith D., dans lequel la narratrice décrit sa rencontre en CM1 avec une enfant solitaire qui semble appartenir à un étrange clan.

## Prix et distinctions
Elle a obtenu plusieurs prix, notamment :
- Le Prix Sorcières en 2005 pour Chère Théo, Éditions Actes Sud Junior [12]
- Le prix des Incos[13] : 
  - 2011/2012 : Peine maximale 3e / Lycée)
  - 2007/2008 : Un été outremer (5e / 4e)

## Publications
Elle a participé à de nombreuses œuvres en tant auteure, dont :

### Littérature jeunesse
- Chère Théo (2003)
- Pourquoi j'ai pas les yeux bleus ? (2003)
- Koubilaï, empereur de Chine. - Anne Vantal. - [1] (2003)
- Cléopâtre reine d'Égypte. - Anne Vantal. - [1] (2004)
- Je hais la comtesse ! (2005)
- Charlemagne. - Un récit de Anne Vantal, illustré par Xavier Mussat.(2005)
- La piste (2006)
- premier Empereur de Chine (le). - Un récit de Anne Vantal illustré par Cyrille Meyer. - [1] (2006)
- Le maître des vecteurs (2006)
- Un été outremer (2006)
- Jacques Cartier. - Un récit de Anne Vantal, illustré par Cyrille Meyer. - [1] (2007)
- Dossier la Guêpe (2008)
- Hélène Boucher. - Un récit de Anne Vantal illustré par Jazzi. - [1] (2008)
- Le premier empereur chinois (2009)
- Cléopâtre (2009)
- Matakonda la Terrible (2009)
- Villa des Oliviers (2009)
- Mon père est un homme-oiseau (2009) avec Anne Vantal comme Traducteur
- Judas, l'amitié trahie (2010)
- Peine maximale (2010)
- Voie interdite (2011)
- Au bout là-bas (2012)
- L'échelle de Scoville (2012)
- Rendez-vous en septembre (2013)
- Sauf que (2014)
- Méduse, le mauvais œil (2015)
- À la recherche de la "Serena", Actes Sud junior, 2018
- Esperluette, Actes Sud junior, 2020
- La vérité sur Judith D., Actes Sud jeunes, 2024

### Littérature générale
- Les grands moments du Salon de l'auto, Paris (1998)
- Le café (1999)
- Bordeaux, le choix du sommelier (2000)
- L'huile d'olive (2001)
- Le pain (2001)
- Saveurs complices, des vins et des mets (2002)
- Vins et mets du monde, saveurs complices (2004)
- Exquisite matches, the pairing of wine and food (2005)
- Comment goûter un vin (2006)
- Saveurs complices des mets et des vins (2010)
- Pondichéry ou le rivage des ombres, 2024, Éd.	Buchet Chastel,  (ISBN 978-2283039489).